# Семежевский сельсовет
Семежевский сельсовет — административная единица на территории Копыльского района Минской области Белоруссии. Административный центр — агрогородок Семежево.

## История
Образован в 1924 г.

## Состав
Семежевский сельсовет охватывает 5 населённых пунктов:
- Калинино — посёлок
- Первомайский — посёлок
- Семежево — агрогородок
- Филиповичи — деревня
- Чирвоная Дубрава — деревня

## Культура
В агрогородке Семежево расположен Дом-музей Героя Беларуси академика М. С. Высоцкого — филиал Копыльского районного краеведческого музея.